# Eurotiales
Os Eurotiales são uma ordem de fungos, também conhecida como os verdes e azuis moldes. A ordem contém três famílias, 49 géneros e 928 espécies.Foi circunscrito em 1980.